# 阿德里安·庫侖
阿德里安·庫侖(Adrien Coulomb)（出生於1990年10月4日）是法國的職業足球運動員，司職攻擊中場，現效力於對法國全國乙組聯賽中的馬利尼安。

## 職業生涯
阿德里安庫侖作了他的處子登場在2013年10月0–1敗陣於伊斯特尼斯的法國足球乙級聯賽中。

## 外部連結
- Adrien Coulomb – 法國職業足球聯賽数据 – 支持法语（已存档）
- Soccerway資料庫：阿德里安·庫侖
- Adrien Coulomb foot-national.com Profile （页面存档备份，存于）